# Günther Deschner
Günther Deschner (* 14. Mai 1941 in Fürth; † 11. Januar 2023) war ein deutscher Journalist, Historiker, Publizist und Dokumentarfilmer, der sich vorwiegend mit der Zeit des Nationalsozialismus und Fragen des Nahen Ostens, insbesondere der Ethnie der Kurden, befasste. Er war Mitarbeiter und Redakteur in rechtsextremen und neurechten Medien.

## Biografie
Deschner studierte an der Universität Erlangen-Nürnberg Geschichte und Politische Wissenschaft. Er war ein Schüler von Hans-Joachim Schoeps und wurde 1968 mit seiner Arbeit Gobineau und Deutschland. Der Einfluss von Gobineaus «Essai sur l’inégalité des races humaines» auf die deutsche Geistesgeschichte 1853–1917 promoviert. Anschließend war er Lektor und Redakteur in mehreren Zeitungs- und Buchverlagen. Als Journalist schrieb er bis 2005 meist in der Tageszeitung Die Welt, in der er zeitweise Ressortleiter der Kultur war, daneben in kleineren Periodika wie criticón. Zuletzt schrieb er für das Wochenblatt Junge Freiheit.
Von 1976 bis 1981 war Deschner als Verwaltungsrat Mitglied des Vorstandes des Vereins für Deutsche Kulturbeziehungen im Ausland (VDA).
In den 1980er Jahren gehörte Deschner der Redaktion von Nouvelle École, dem Organ der rechtsextremen französischen Organisation GRECE an.
Deschner firmierte im Oktober 1987 als Chefredakteur des „unabhängigen Nachrichtenmagazins PLUS“, einem Projekt des Verlegers Dietmar Straube, das darauf abzielte, die angebliche „Alleinherrschaft“ des Magazins Der Spiegel zu brechen und zu verhindern, „dass Augstein weitere Rufmordkampagnen tätigt.“
1990 gründete Deschner seinen eigenen Medienverlag Media D, wo er einige Filme produzierte.
Von der Gründung im Dezember 2009 bis Februar 2011 war Günther Deschner Chefredakteur des Nachrichtenmagazins Zuerst! („Das Magazin für deutsche Interessen“). Seine Mitarbeit in dem vom rechtsextremen Verleger Dietmar Munier herausgegebenen Magazin sah Deschner als Fortführung seiner bisherigen politischen Positionen an:

„Ich und meine Kollegen haben in der Welt nicht anders geschrieben, als wir heute schreiben. Wenn man das heute möglicherweise als zu rechts empfinden sollte, kann man sagen, nicht wir haben uns weiter nach rechts bewegt, sondern das Parteiensystem und die Medienlandschaft haben sich weiter nach links bewegt.“

In seinem Buch Die Kurden. Volk ohne Staat beschreibt Deschner den politischen, historischen und wirtschaftlichen Zustand der Kurden. Seit 1972 hat er Kurdistan mehrfach bereist und das Bestreben kurdischer Parteien und Bewegungen nach Unabhängigkeit verfolgt. Er führte Gespräche mit Mustafa Barsani, dem Chef der Patriotischen Union Kurdistan (PUK) Dschalal Talabani, sowie dem jetzt inhaftierten ehemaligen Führer der PKK Abdullah Öcalan. Stets seien – so seine Bilanz – die Kurden wie Bauern auf dem Schachbrett der regionalen wie auch internationalen Politik benutzt worden.
Die AfD-Politikerin Irmhild Boßdorf ist eine Tochter von Deschner.

## Schriften (Auswahl)
- Gobineau und Deutschland: Der Einfluß von J. A. de Gobineaus „Essai sur inégalité des races humaines“ auf die deutsche Geistesgeschichte 1853-1917,  Erlangen-Nürnberg 1968, DNB 481527516, Dissertation Friedrich-Alexander-Universität Erlangen-Nürnberg, Philosophische Fakultät, 2. Februar 1968, 194 Seiten.
- Menschen im Ghetto. Vorwort von Jean Améry. Bertelsmann Sachbuchverlag, Gütersloh  1969, DNB 456332510.
- Reinhard Heydrich. Statthalter der totalen Macht. Bechtle, Esslingen am Neckar 1977, Neuauflage: Reinhard Heydrich. Biographie eines Reichsprotektors. 5. erweiterte Auflage, Universitas, München 2008, ISBN 978-3-8004-1482-6.
- Saladins Söhne: Die Kurden – das betrogene Volk. Droemer Knaur, München 1983, ISBN 3-426-26098-0.
- Der 2. Weltkrieg. Bilder, Daten, Dokumente. Bertelsmann, Gütersloh/Berlin/München/Wien 1983, ISBN 3-570-05345-8.
- Gab es ein „Unternehmen Barbarossa“ der Westmächte? Eine historische Betrachtung (= Kleine SWG-Reihe, Heft 42). SWG, Staats- und Wirtschaftspolitische Gesellschaft, Hamburg 1984, ISBN 3-88527-063-3 (Vortrag, gehalten auf Einladung der Staats- und Wirtschaftspolitischen Gesellschaft e.V. in Hamburg).
- Die Kurden, das betrogene Volk. Straube, Erlangen/Bonn/Wien 1989, ISBN 3-927491-02-0.
- Die Kurden. Volk ohne Staat. Herbig, München 2003, ISBN 978-3-7766-2358-1.
- Bomben auf Baku, Kriegspläne der Alliierten gegen die Sowjetunion 1939/1940 (= Kaplaken, Band 17). Edition Antaios, Schnellroda 2009, ISBN 978-3-935063-87-6.
- Friedrich der Große und sein Preußen in historischen Gemälden. Orion-Heimreiter, Kiel 2010, ISBN 978-3-89093-900-1.